# Maimouna N'Diaye
Pour les articles homonymes, voir N'Diaye.
Maïmouna N'Diaye, née à Paris, est une comédienne et une réalisatrice franco-Burkinabè.

## Biographie
Elle est née à Paris d’un père sénégalais et d’une mère nigériane. Elle grandit en Guinée et retourne en France à l'âge de 18 ans. En 1995, elle intègre la troupe de théâtre Ymako Teatri en Côte d'Ivoire.
Comme comédienne, elle joue au théâtre et au cinéma, au Sénégal, en Guinée et au Burkina Faso. Elle a notamment joué dans La Chasse aux papillons, d'Otar Iosseliani (1992), dans L'Œil du cyclone, de Sékou Traoré (2014) et dans Kirikou et la Sorcière, de Michel Ocelot (1998).
Comme réalisatrice, on lui doit plusieurs documentaires sur l'Afrique: Warbassaga (1998), Balan (2004), Recréatales (2003), Amando (2003), Pauline (l'amour en action) (2009), Tranches de vies (2009) et Le prix du courage (2010),.
En 2019, elle est membre du jury au Festival de Cannes sous la présidence d'Alejandro González Iñárritu.

## Filmographie
- 2020 : Wara : Yasmin Diallo (série télévisée)

## Distinctions
- 2015 : prix Fespaco 2015 de la meilleure interprétation féminine pour L'Œil du cyclone[5]
- 2015 : Trophées francophones : prix de la meilleure actrice[6].
- 2016 : Sotigui Awards de la meilleure actrice[7],